# شهرستان قره‌بکه‌وول
شهرستان قره‌بکه‌وول (به ترکمنی: Garabekewül etraby، قارابکه‌وۆل اطرابیٛ) یک شهرستان منحل شده در استان لب آب ترکمنستان است.
نام این شهرستان مشکل از «قره» (Gara, قارا) و «بکه‌وول» (Bekewül، بکه‌وۆل) است، که خود نام دو شاخه از طایفه‌ی ترکمن ارساری می باشد.

در ۲۵ نوامبر ۲۰۱۷ این شهرستان منحل شده و اراضی آن به شهرستان خلج  واگذار شد. در تاریخ ۹ نوامبر ۲۰۲۲، اراضی شهرستان سابق قره‌بکه‌وول از شهرستان خلج جدا شده و به شهرستان صیاد واگذار شد.